# Roger Michelot
Pour les articles homonymes, voir Michelot.
Roger Michelot est un boxeur français né le 8 juin 1912 à Saint-Dizier et mort le 19 mars 1993 à Toulon.

## Carrière sportive
Il s'illustre dans la catégorie des mi-lourds en remportant la médaille d'or aux Jeux olympiques d'été de 1936 à Berlin face à l'allemand Richard Vogt. Michelot fait partie des cinq boxeurs tricolores médaillés d'or dans ce sport avec Jean Despeaux, Paul Fritsch, Brahim Asloum et Tony Yoka.

### Palmarès auxJeux olympiques d'été
- 1932 : Battu en demi-finale, il refuse par fierté de combattre pour la médaille de bronze
- 1936 :  Médaille d'or dans la catégorie mi-lourds (moins de 79,5 kg)

## Cinéma
Lors des 8 jours de trajet pour rejoindre Los Angeles en 1932, Michelot n'a pas cessé de s'entraîner sur le pont du paquebot et dans les couloirs du train. Cette aventure inspira Gérard Oury pour certaines scènes de L'As des as. Dans ce même film, le personnage de « Jo » Cavalier, interprété par Jean-Paul Belmondo, suit la finale victorieuse de Michelot à la radio depuis le bureau d'Adolf Hitler, à Berchtesgaden.
Roger Michelot a également tenu le rôle d'un entraîneur dans le film L'Air de Paris de Marcel Carné en 1954.

## Vie personnelle
Marié à Sabine Roeser, il repose au cimetière de Bettancourt-la-Ferrée dans la Haute-Marne. Il est par ailleurs l'arrière grand-père de l'international français de handball Mathieu Grébille.